# 中华人民共和国第十四届运动会

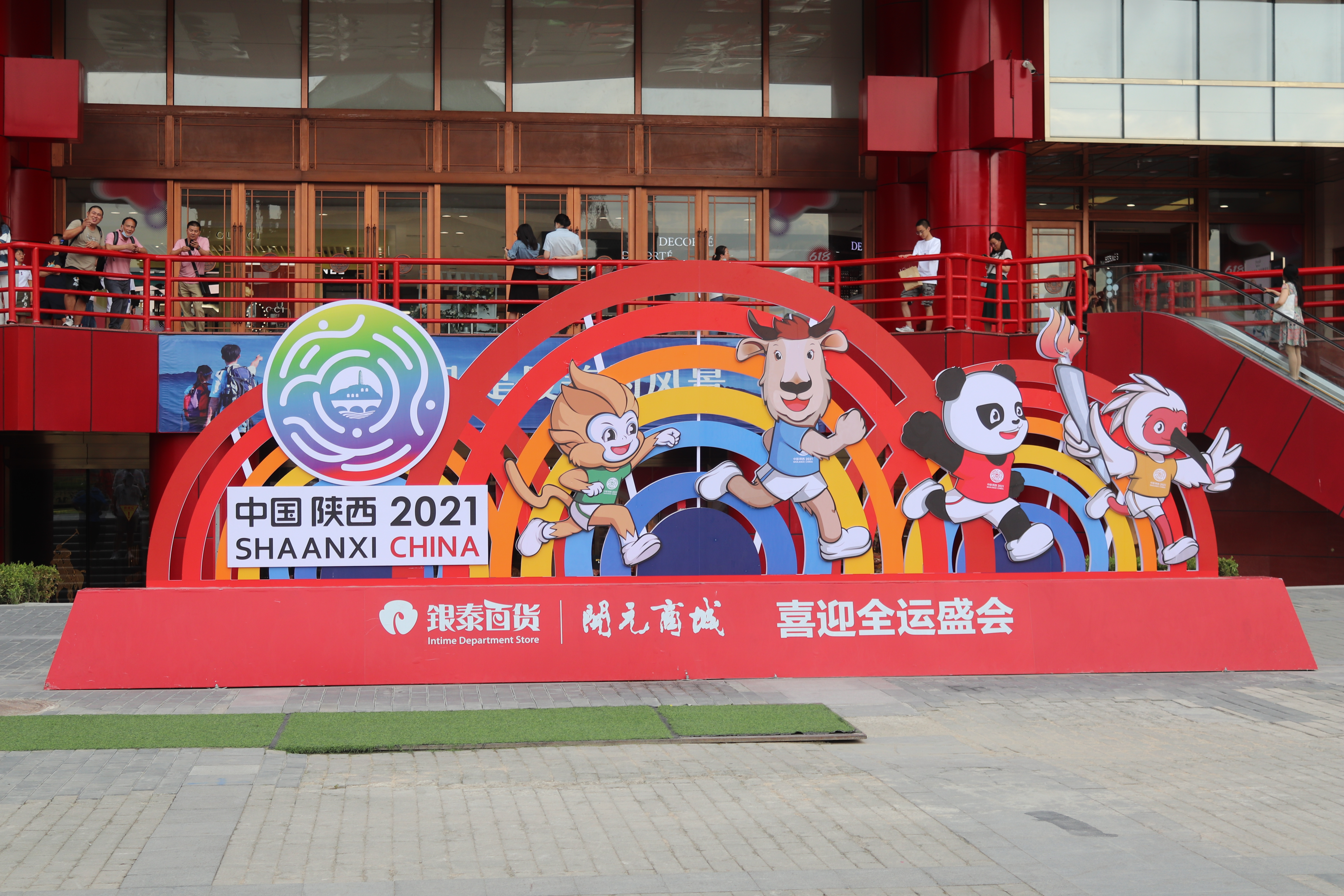
开元商城前的全运会吉祥物

中华人民共和国第十四届运动会，简称第十四届全运会、十四运会，于2021年9月15日至9月27日在陕西省举行（其中部分项目在开幕式前进行）。同时，也是中华人民共和国全国运动会第一次由中西部省份独立承办。

## 申办过程
2015年9月，国家体育总局正式发布十四届全运会的申办通知。10月19日，陕西省人民政府正式向体育总局递交申办材料，之后由于无其他省市提出申请，因此陕西成为唯一的申办单位。根据《全国运动会、全国城市运动会申办办法》，由体育总局审查陕西省是否符合申办条件，确定后报国务院批准。2016年1月4日，国务院办公厅於中国政府网发布公告，确认由陕西承办2021年的第十四届全国运动会。

## 会徽和吉祥物
十四运会徽以及吉祥物征集工作由西安美术学院具体负责组织实施，分别于2018年和2019年进行了征集和二次定向征集的活动。2019年5月27日，国家体育总局最终批复确定了十四运会徽和吉祥物。2019年8月2日，第十四届全运会会徽和吉祥物在西安明城墙南门广场正式对外公布。

### 会徽
十四运会徽设计方案称为“礼天玉璧”。会徽由中心部分、环形部分、主体色彩三方面构成。中心部分为宝塔山、延河水和五孔窑洞，环形部分将玉璧纹饰幻化成田径、球类、游泳三个运动项目人形。主体色彩黄、绿、蓝、紫、红，其中，黄色象征黄土高天，绿色象征生态文明，蓝色象征现代科技，紫色象征文化魅力，红色象征革命圣地。

### 吉祥物
十四运吉祥物是陕西独有的“秦岭四宝”：朱鹮“朱朱”，大熊猫“熊熊”，羚牛“羚羚”，金丝猴“金金”。

## 比赛项目
第十四届全运会共设置34个大项、47个分项、387个小项。正式比赛项目有：围棋（10枚金牌：男子全民团体、女子全民团体、男子个人公开、男子个人业余、女子个人公开、女子个人业余、混合双人公开、混合双人业余、男子个人公安民警、女子个人公安民警）、象棋（8枚金牌：男子个人公开、男子个人业余、女子个人公开、女子个人业余、男子团体公开、男子团体业余、女子团体公开、女子团体业余）、国际象棋（6枚金牌：男子个人公开、女子个人公开、男子个人业余、女子个人业余、男子团体业余、女子团体业余）、桥牌（6枚金牌：男子团体公开、男子团体业余、女子团体、混合团体、双人公开、双人业余）、
游泳、射箭、田径、羽毛球（男子团体、女子团体、男子单打、女子单打、男子双打、女子双打、混合双打）、篮球、拳击、皮划艇、自行车、马术、击剑、足球、高尔夫球、体操、手球、曲棍球、柔道、现代五项、赛艇、橄榄球、帆船、射击、乒乓球、跆拳道、网球、铁人三项、排球、举重、摔跤、棒球和垒球、空手道、滑板、攀岩、冲浪、武术。
根据规程总则有关规定，足球、篮球、室内排球、手球、曲棍球、棒垒球、水球、橄榄球8个项目将直接参加决赛阶段比赛。另外，国家体育总局所印发第十四届全国运动会部分竞赛规程的通知，一些项目如三人制篮球、五人制篮球、击剑、射箭、羽毛球等增设体能测试环节，参赛运动员须满足项目达标准入条件，方可参加十四运会竞赛项目。

## 代表团（决赛）
- 广东省（1100）[7]
- 河北省（414）[8]
- 辽宁省（551）[9]
- 吉林省（173）[10]
- 黑龙江省（503）[11]
- 江苏省（701）[12]
- 浙江省（665）[13]
- 安徽省（284）[14]
- 福建省（430）[15]
- 江西省（189）[16]
- 山东省（952）
- 山西省（224）[17]
- 河南省（466）[18]
- 湖北省（1150）[19]
- 湖南省（342）[20]
- 海南省（84）
- 四川省（737）[21]
- 贵州省（170）[22]
- 云南省（407）[23]
- 陕西省（724）[24]
- 甘肃省（125）[25]
- 青海省（58）[26]
- 内蒙古自治区（198）[27]
- 广西壮族自治区（347）[28]
- 西藏自治区 (210)[29]
- 宁夏回族自治区（101）[30]
- 新疆维吾尔自治区 (122)[31]
- 北京市（461）[32]
- 天津市（475）[33]
- 上海市（678）[34]
- 重庆市（231）[35]
- 香港特别行政区（171）[36]
- 澳门特别行政区（154）[37]
- 联合队(于2020年东京奥运参赛的选手)（197）[38]
- 新疆生产建设兵团（2）[39]
- 中国火车头体育协会（6）[40]
- 中国煤矿体育协会（8）[41]
- 中国前卫体育协会（18）[42]

## 开闭幕式

### 开幕式
全运会开幕式于9月15日晚在陕西省西安市隆重开幕。中共中央总书记、国家主席、中央军委主席习近平出席开幕式并宣布运动会开幕。
而后的文艺演出包括“迎宾鼓阵”、“民族根”、“延安魂”和“中国梦”几部分。后由苏炳添、张雨霏、秦凯、郭文珺、马龙等5位火炬手接力传递，最后由东京奥运会首枚金牌获得者杨倩点燃全运会主火炬。

### 闭幕式
9月27日晚8时，第十四届全运会闭幕式在西安奥体中心体育馆举行。中共中央政治局常委、国务院总理李克强宣布，中华人民共和国第十四届运动会闭幕。中共陕西省委副书记、陕西省省长赵一德将全运会会旗交还给苟仲文，苟仲文将会旗移交给作为第十五届全运会承办单位代表的中共广东省委副书记、广东省省长马兴瑞、香港特别行政区行政长官林郑月娥、澳门特别行政区行政长官贺一诚。
而后闭幕式上举行了主题为《筑梦奋进》的文体展演。

## 比赛场馆
本届全运会，陕西省确定各类场馆设施53个，其中新建30个、改造23个。其中包括：
- 西安市
  - 西安奥体中心体育场：开幕式、田径比赛项目
  - 西安奥体中心体育馆：闭幕式
  - 西安奥体中心游泳跳水馆：游泳、跳水、花样游泳比赛项目
  - 西安秦岭国际高尔夫球场：高尔夫比赛项目
  - 西安城市运动公园体育馆：篮球比赛（西安赛区）项目
  - 西安城市运动公园比赛场地：三人制篮球比赛项目
  - 阎良区户外运动攀岩场地：攀岩比赛项目
  - 阎良区户外运动滑板场地：滑板比赛项目
  - 西安马拉松场地：马拉松比赛项目
- 省体育局
  - 长安常宁生态体育训练比赛基地（长安区常宁新城）：射击、射箭比赛项目
  - 陕西奥体中心体育馆（西安高新区）：体操、击剑比赛项目，为闭幕式备用场馆
  - 陕西省体育训练中心（西安雁塔区）：现代五项比赛项目
  - 陕西省水上运动管理中心（杨凌农业高新技术产业示范区）：皮划艇（静水）、赛艇比赛项目
  - 陕西省体育场（西安）：足球比赛（西安赛区）项目，为开幕式备用场地
  - 陕西省体育场副场：足球比赛（西安赛区）项目
- 学校场馆
  - 西安体育学院手球馆：手球比赛项目
  - 西安体育学院曲、棒、垒、橄榄球四场地：曲棍球、棒球、垒球、橄榄球比赛项目
  - 西安电子科技大学体育馆：羽毛球比赛项目
  - 西安中学体育馆：排球-男子20岁以下组比赛项目
  - 西北工业大学翱翔体育馆：排球-女子成年组比赛项目
  - 西北大学长安校区体育馆:蹦床、艺术体操比赛项目
  - 西安工程大学临潼校区文体馆:空手道比赛项目
- 宝鸡市
  - 宝鸡市体育场：足球比赛（宝鸡赛区）项目
  - 宝鸡市游泳跳水馆：水球比赛项目
  - 宝鸡职业技术学院足球场：足球比赛（宝鸡赛区）项目
- 咸阳市
  - 咸阳奥体中心体育场：足球比赛（咸阳赛区）项目
  - 咸阳职业技术学院体育场：足球比赛（咸阳赛区）项目
  - 咸阳职业技术学院体育馆：武术-套路比赛项目
- 铜川市
  - 铜川市体育馆：篮球比赛（铜川赛区）项目
- 渭南市
  - 渭南市体育中心体育场：足球比赛（渭南赛区）项目
  - 渭南市体育中心体育馆：举重比赛项目
  - 大荔沙苑沙排场地：沙滩排球比赛项目
  - 渭南师范学院体育馆：篮球-女子篮球19岁以下组比赛项目[45]
  - 渭清公园足球场：足球比赛（渭南赛区）项目[45]
- 延安市
  - 黄陵国家森林公园山地自行车场地：山地自行车比赛项目
  - 延安体育中心体育馆：摔跤比赛项目
  - 延安大学体育馆：乒乓球比赛项目
- 榆林市
  - 榆林职业技术学院体育馆：拳击、排球-男子成年组比赛项目
- 汉中市
  - 汉中体育馆：跆拳道比赛项目
  - 汉中铁人三项场地：铁人三项比赛项目
- 安康市
  - 安康市体育馆：武术—散打比赛项目
  - 安康瀛湖公开水域：马拉松游泳比赛项目
- 商洛市
  - 商洛市体育馆：排球比赛（商洛赛区）项目
  - 商洛公路自行车场地：公路自行车比赛项目
- 韩城市
  - 韩城交大基础教育园区体育馆：柔道比赛项目
- 杨凌示范区
  - 杨凌网球中心：网球比赛项目
- 西咸新区
  - 西咸新区秦汉新城马术比赛场地：马术比赛项目
  - 西咸新区小轮车场地：小轮车比赛项目

除了陕西省外，本届全运会还有部分项目在位于其他省份的场馆举行。
- 四川省攀枝花市米易县
  - 国家皮划艇激流回旋训练基地：皮划艇（激流回旋）比赛项目[47]
- 山东省潍坊市
  - 潍坊滨海欢乐海景区：部分帆船比赛项目
- 浙江省宁波市象山县
  - 亚帆中心：部分帆船比赛项目
- 海南省万宁市
  - 日月湾：冲浪比赛项目
- 河南省洛阳市
  - 洛阳市体育中心自行车馆：场地自行车比赛项目
- 天津市蓟州区
  - 蓟州体育训练中心：击剑比赛项目
- 江苏省南京市溧水区
  - 溧水极限运动馆：霹雳舞比赛项目

## 奖牌榜
全运会等全国综合性运动会只公布比赛成绩榜，不再分别公布各省区市的金牌、奖牌和总分排名。

## 争议

### 拆迁
西安市政府曾表示，在2021年6月底前，完成全运会重点区域和城市主要节点上的42个城中村、棚户区改造提升工作，其中包括25个城中村、11个棚户区拆除工作，6个城中村的整治提升工作。

## 转播单位
- 中国大陆：中央广播电视总台CCTV-1、CCTV-5、陕西广播电视台
- 香港：無綫財經·資訊台、J2[50]、港台電視32、港台電視33、有線Sports Plus 1、香港開電視
- 澳门：澳視澳門台